# Клермонт (Ајова)
Клермонт (енгл. Clermont) град је у америчкој савезној држави Ајова. По попису становништва из 2010. у њему је живело 632 становника.

## Демографија
Према попису становништва из 2010. у граду је живело 632 становника, што је -84 (-11.7%) становника више него 2000. године.
| Група             | 2000.       | 2010.       |
| Белци             | 689 (96,2%) | 614 (97,2%) |
| Афроамериканци    | 0 (0,0%)    | 0 (0,0%)    |
| Азијати           | 0 (0,0%)    | 7 (1,1%)    |
| Хиспаноамериканци | 24 (3,4%)   | 9 (1,4%)    |
| Укупно            | 716         | 632         |